# 勒諾鎮區 (北卡羅萊納州考德威爾縣)
勒諾鎮區（英語：Lenoir Township）是位於美國北卡羅萊納州考德威爾縣的一個鎮區。

## 地方資料
勒諾鎮區的面積為128.46平方千米，當中陸地面積為128.45平方千米，而水域面積為0.01平方千米。根據2020年美國人口普查的數據，當地共有人口23180人，而人口密度為每平方千米180.45人。